# Hypocysta pelagia
Hypocysta pelagia är en fjärilsart som beskrevs av Hans Fruhstorfer 1911. Hypocysta pelagia ingår i släktet Hypocysta och familjen praktfjärilar. Inga underarter finns listade i Catalogue of Life.